# El factor humà
El factor humà (títol original: The Human Factor) és una pel·lícula anglo-americà dirigida per Otto Preminger i estrenada l'any 1979, de la novel·la homònima de Graham Greene. Ha estat doblada al català.
El factor humà és la trenta-vuitena i última pel·lícula de Preminger i la primera pel·lícula de l'antic model Iman.
Com el llibre de Graham Greene, la temàtica de la pel·lícula s'ha basat en les al·legacions de traïció i de desconfiança davant la defecció als soviètics de Kim Philby, un amic de Greene.

## Argument
Maurici Castle, un fosc funcionari dels serveis secrets britànics destacat als afers africans, porta una vida sense destacar gens i molt compartimentada. Té lloc una pèrdua de documents confidencials i ell és sospitós, sobretot perquè està casat amb una africana. A la conseqüència d'un control d'identitat, té lloc una investigació, descobrint la seva personalitat d'agent doble al servei de la causa nacionalista a Sud-àfrica.

## Repartiment
- Nicol Williamson: Maurici Castle
- Richard Attenborough: coronel Daintry
- Joop Doderer: Cornelius Muller
- John Gielgud: brigadier Tomlinson
- Derek Jacobi: Arthur Davis
- Robert Morley: Dr. Percivall
- Ann Todd: la mare de Castle
- Richard Vernon: Sir John Hargreaves
- Iman: Sarah Castle
- Keith Marsh: Porter
- Anthony Woodruff: Dr. Barker
- Gary Forbes: Sam
- Angela Thorne: Lady Mary Hargreaves

## Llocs de rodatge
El factor humà ha estat rodada a Kenya i als estudis de Shepperton a Londres.

## Comentari
- Preminger, afortunadament, no ens ha llegat, com últim testimoniatge, el desastrós record de Rosebud (1975), « en el qual buscava vanament renouer amb l'èpica i el missatge polític d'Exodus 1960) », va escriure Jean-Pierre Coursodon i Bertrand Tavernier.[3]
- Amb El factor humà, « sens dubte la millor pel·lícula del seu últim període », el cineasta americà « troba, passatgerament, aquest sentit dels informes entre els personatges, la seva decoració i la càmera, que caracteritzava les seves primeres obres mestres. La direcció d'actors […] és tan rigorosa com hi havia afluixat en Rosebud: Nicol Williamson és molt emocionant en el paper de l'espia víctima del seu passat. John Gielgud i Richard Attenborough encarnen respectables alts funcionaris que envien l'heroi a la seva pèrdua amb un cinisme tranquil », afegeixen.
- « Aquesta ombrívola història d'espionatge lliura una conclusió amarga sobre el món dels poderosos Enemic de l'èmfasi i de la superficialitat, Preminger se situa a l'oposat de la mitologia de la pel·lícula d'espionatge. » […] El realitzador ho reprèn finalment amb la seva precisió i la seva intel·ligència. « La pel·lícula és una recapitulació del seu art, al mateix temps que un adeu. […] Pel seu desencantament, la seva bellesa mortifera, The Human Factor agafa els testaments estètices i morals de John Ford (Set dones), Fritz Lang (El Diabòlic Doctor Mabuse) i Visconti (L'Innocent). ».[4]
- L'única debilitat, els flash-back africans que contribueixen « a destruir la tensió engendrada per tot el que precedeix ».[5]